# David Henríquez
David Andrés Henríquez Espinoza (San Miguel, Región Metropolitana de Santiago, Chile, 12 de julio de 1977) es un exfutbolista chileno.

## Trayectoria
Comenzó a los 9 años cuando entró a la Escuela de Fútbol de Colo-Colo. En 1990 ya jugaba en la Sub-15 del equipo, y en 1994 fue uno de los más destacados del equipo Sub-17 que se tituló tricampeón nacional de la categoría.
Debutó frente a Everton de Viña del Mar en un partido de la Copa Chile con tan solo 17 años.Tuvo tres etapas en el conjunto albo, intercalando pasos en el SC Beira Mar portugués y Morelia mexicano.
En los campeonatos chilenos de Apertura, Clausura 2006, Apertura y Clausura 2007, guio a Colo-Colo a conseguir su primer tetracampeonato en la historia del "cacique" y del fútbol chileno.
Es junto a Raúl Ormeño y Marcelo Barticciotto el tercer jugador que más torneos nacionales ha obtenido jugando por Colo-Colo con 7 campeonatos.
Tras no renovar su contrato con Colo-Colo, firma por el Dorados de Sinaloa de la serie B de México. El segundo semestre de 2009, se incorpora a Universidad Católica, con polémica de por medio, al anunciarse su llegada provocó gran disgusto entre los hinchas cruzados, por ser un jugador plenamente identificado con Colo Colo, y realizar declaraciones acusando a la UC de pagar incentivos a los jugadores de Huachipato para vencer a los albos.
El 31 de octubre de 2009 marca uno de los goles del triunfo 3 a 2 al archirrival de Católica, la Universidad de Chile, en el Clásico Universitario. Fue elegido Mejor Central por izquierda 2010 por El Mercurio y ese mismo año celebra el título con Universidad Católica.

## Selección chilena
Fue miembro de la Selección sub-23 de Chile que participó en los Juegos Olímpicos de Sídney 2000, en el que consiguió medalla de bronce. 
Fue miembro de la Selección de Chile entre 2001 y 2004, participando en 5 partidos sin marcar goles. De sus 5 partidos, 3 fueron válidos por la Copa América 2001. Estaba considerado para la Copa América 2004, más pidió ser marginado de la competencia, debido a que debía negociar su traspaso desde Colo-Colo hacia el Morelia de México, lo que fue concedido por el entrenador Juvenal Olmos.

### Participaciones en torneos
| Torneo                          | Sede      | Resultado         |
| ------------------------------- | --------- | ----------------- |
| Juegos Olímpicos de Sídney 2000 | Australia | Medalla de Bronce |
| Copa América 2001               | Colombia  | Cuartos de final  |

### Partidos internacionales
| Partidos internacionales | Partidos internacionales | Partidos internacionales                                       | Partidos internacionales | Partidos internacionales | Partidos internacionales | Partidos internacionales | Partidos internacionales | Partidos internacionales | Partidos internacionales |
| N.º                      | Fecha                    | Estadio                                                        | Local                    | Resultado                | Visitante                | Goles                    | Asistencias              | DT                       | Competición              |
| ------------------------ | ------------------------ | -------------------------------------------------------------- | ------------------------ | ------------------------ | ------------------------ | ------------------------ | ------------------------ | ------------------------ | ------------------------ |
| 1                        | 11 de abril de 2001      | Estadio Tecnológico, Monterrey, México                         | México                   | 1-0                      | Chile                    |                          |                          | Pedro García             | Amistoso                 |
| 2                        | 11 de julio de 2001      | Estadio Metropolitano Roberto Meléndez, Barranquilla, Colombia | Ecuador                  | 1-4                      | Chile                    |                          |                          | Pedro García             | Copa América 2001        |
| 3                        | 14 de julio de 2001      | Estadio Metropolitano Roberto Meléndez, Barranquilla, Colombia | Chile                    | 1-0                      | Venezuela                |                          |                          | Pedro García             | Copa América 2001        |
| 4                        | 22 de julio de 2001      | Estadio Hernán Ramírez Villegas, Pereira, Colombia             | Chile                    | 0-2                      | México                   |                          |                          | Pedro García             | Copa América 2001        |
| 5                        | 20 de agosto de 2003     | Estadio Minyuan, Tianjin, China                                | China                    | 0-0                      | Chile                    |                          |                          | Juvenal Olmos            | Amistoso                 |
| Total                    | Total                    | Total                                                          | Presencias               | 5                        | Goles                    | 0                        |                          |                          |                          |

| Selección chilena | Selección chilena | Selección chilena |
| Año               | Partidos          | Goles             |
| ----------------- | ----------------- | ----------------- |
| 2001              | 4                 | 0                 |
| 2003              | 1                 | 0                 |
| Total             | 5                 | 0                 |

## Clubes
| Club                 | País     | Año       |
| -------------------- | -------- | --------- |
| Colo-Colo            | Chile    | 1995-2002 |
| SC Beira Mar         | Portugal | 2002-2003 |
| Colo-Colo            | Chile    | 2003-2004 |
| Monarcas Morelia     | México   | 2004      |
| Colo-Colo            | Chile    | 2004-2007 |
| Dorados de Sinaloa   | México   | 2008-2009 |
| Universidad Católica | Chile    | 2009-2012 |

## Palmarés

### Campeonatos nacionales
| Título           | Club                 | País  | Año    |
| ---------------- | -------------------- | ----- | ------ |
| Primera División | Colo-Colo            | Chile | 1996   |
| Copa Chile       | Colo-Colo            | Chile | 1996   |
| Primera División | Colo-Colo            | Chile | 1997-C |
| Primera División | Colo-Colo            | Chile | 1998   |
| Primera División | Colo-Colo            | Chile | 2002-C |
| Primera División | Colo-Colo            | Chile | 2006-A |
| Primera División | Colo-Colo            | Chile | 2006-C |
| Primera División | Colo-Colo            | Chile | 2007-A |
| Primera División | Colo-Colo            | Chile | 2007-C |
| Primera División | Universidad Católica | Chile | 2010   |
| Copa Chile       | Universidad Católica | Chile | 2011   |

### Campeonatos internacionales
| Título           | Equipo            | País      | Año  |
| ---------------- | ----------------- | --------- | ---- |
| Juegos Olímpicos | Selección Chilena | Australia | 2000 |

### Capitán de Colo-Colo
| Predecesor: Miguel Ramírez | Capitán de Colo-Colo 2006-2007 | Sucesor: Arturo Sanhueza |

## Historial electoral

### Elecciones parlamentarias de 2017
- Elecciones parlamentarias de 2017, a Diputado por el distrito 12 (La Florida, La Pintana, Pirque, Puente Alto y San José de Maipo)[12]

| Candidato                      | Pacto                    | Partido | Votos  | %    | Resultado |
| ------------------------------ | ------------------------ | ------- | ------ | ---- | --------- |
| Ximena Ossandón Irarrázabal    | Chile Vamos              | RN      | 52 484 | 13,5 | Diputada  |
| Camila Vallejo Dowling         | La Fuerza de la Mayoría  | PCCh    | 47 807 | 12,3 | Diputada  |
| Pamela Jiles Moreno            | Frente Amplio            | PH      | 45 222 | 11,8 | Diputada  |
| Leopoldo Pérez Lahsen          | Chile Vamos              | RN      | 29 984 | 7,7  | Diputado  |
| Álvaro Carter Fernández        | Chile Vamos              | IND-UDI | 27 491 | 7,1  | Diputado  |
| Miguel Crispi Serrano          | Frente Amplio            | RD      | 25 569 | 6,6  | Diputado  |
| Osvaldo Andrade Lara           | La Fuerza de la Mayoría  | PS      | 12 252 | 3,2  |           |
| Patricio Muñoz Cárdenas        | Independiente            | IND     | 10 222 | 2,6  |           |
| Nicole Valdebenito Torres      | Convergencia Democrática | PDC     | 7264   | 1,9  |           |
| Olga González del Riego García | Chile Vamos              | RN      | 6825   | 1,8  |           |
| Amaro Labra Sepúlveda          | La Fuerza de la Mayoría  | PCCh    | 6316   | 1,6  | Diputado  |
| David Henríquez Espinoza       | Por Todo Chile           | PRO     | 5477   | 1,6  |           |